# 两型豆
两型豆（学名：Amphicarpaea edgeworthii）为豆科两型豆属下的一个种。